# Haus Marktplatz 8

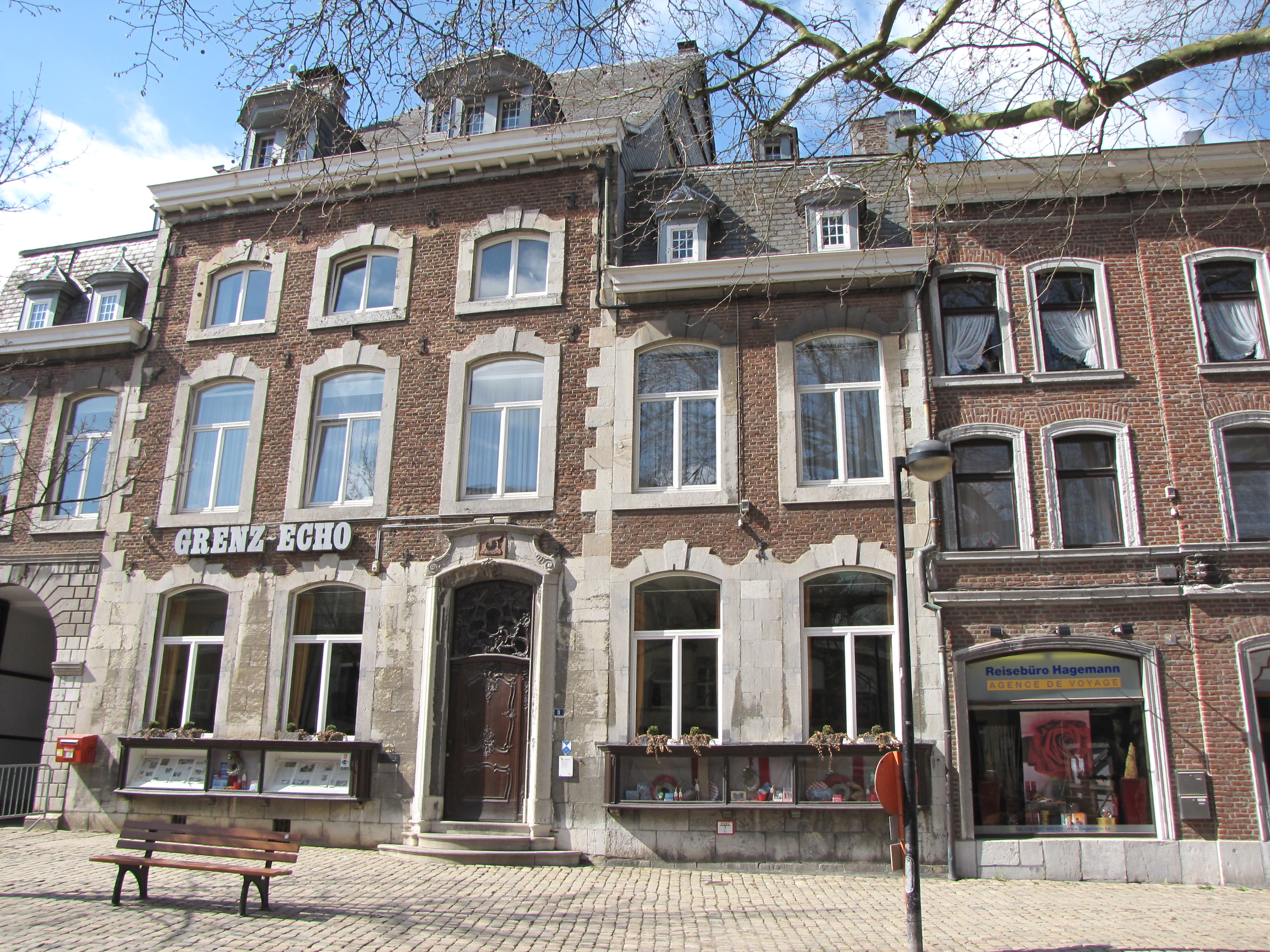
Haus Marktplatz 8

Das Haus Marktplatz 8 ist ein ehemaliges Bürgerhaus in Eupen in der Deutschsprachigen Gemeinschaft von Ostbelgien. Es wurde 1750 im Stil des Barock erbaut und 1984 unter Denkmalschutz gestellt. Seit 1950 hat dort die Tageszeitung Grenz-Echo ihren Stammsitz.

## Geschichte

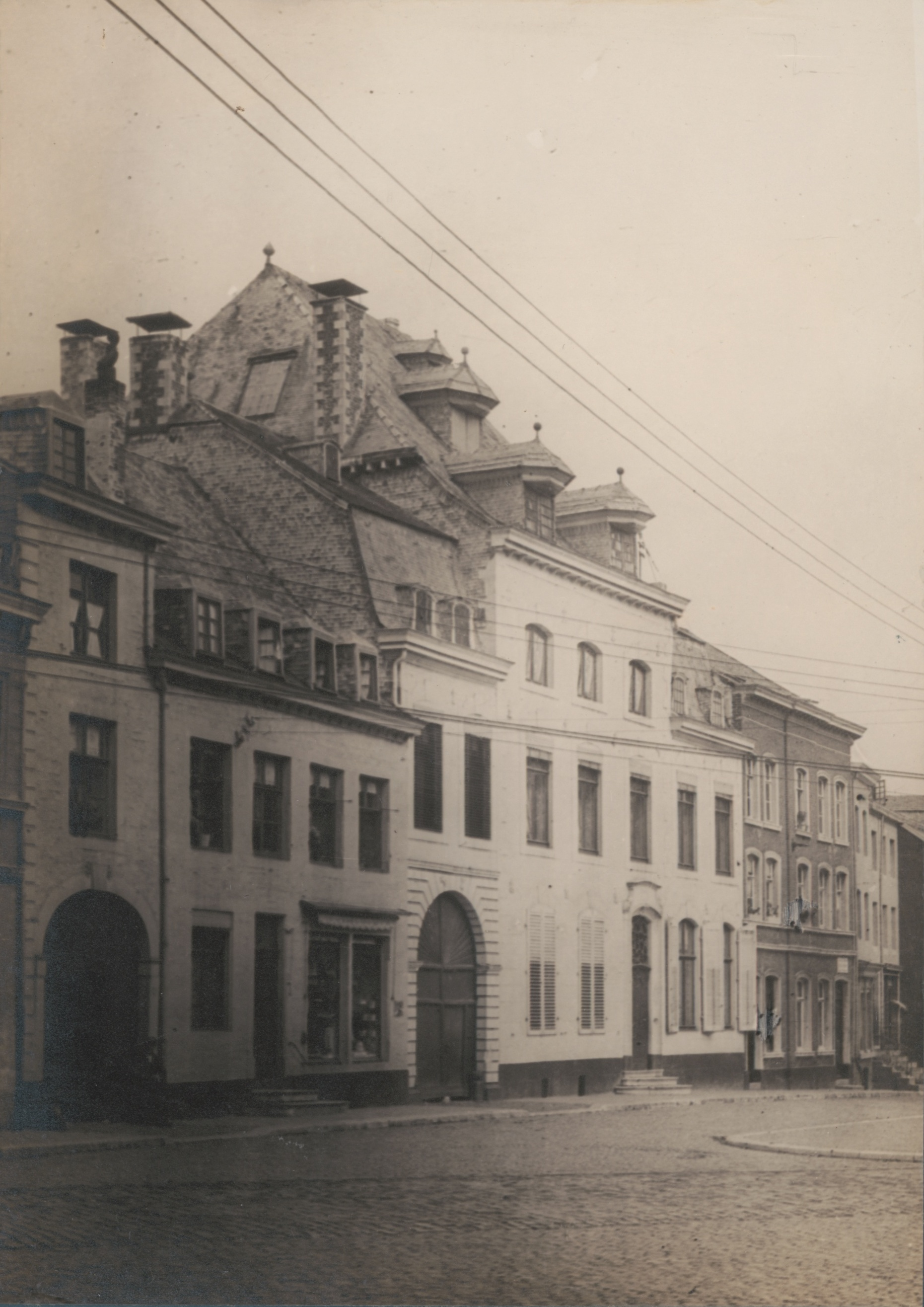
Haus Marktplatz 8 um 1915 nach einer Fotografie von Erwin Quedenfeldt

Mitten im alten Ortskern von Eupen erwarb im Jahre 1747 der Tuchfabrikant und mehrmalige Bürgermeister Andreas Grand Ry (1707–1751), Gatte der Maria Elisabeth Fey (1715–1759), von den Erben des Syndikus Thomas Bong ein altes Haus für den Betrag von 4.900 Patakons. Nur wenige Jahre später ließ er dieses niederreißen und 1750 ein neues Gebäudeensemble nach Plänen von Johann Joseph Couven als Wohnhaus, Wollfabrik und Handelshaus erbauen. Da seine Ehe kinderlos blieb, erbte sein Neffe Heinrich Joseph de Grand Ry (1740–1806) den Gebäudekomplex, der diesen seinerseits dem Tuchfabrikanten Heinrich Ackens (1738–1794) zunächst vermietete und schließlich im Jahr 1779 verkaufte. Nach Heinrich Ackens Tod erbte zunächst sein Sohn Nikolaus Joseph Ackens (1782–1853) das Anwesen, aber nachdem dessen Schwester Barbara Cornelia Ackens (1784–1860) im Jahr 1807 den Ketteniser Färbereibesitzer Jacob Karl Maurice von Grand Ry (1777–1840) geheiratet hatte, übernahm dieser Haus und Fabrik und führte das Unternehmen unter der Firmierung „Ackens, Grand Ry und Cie.“ mit Sitz Marktplatz 8 fort. In der nächsten Generation erbten Jacobs Söhne Alphons (1809–1894) und Armand von Grand Ry (1813–1904) den Gebäudekomplex und richteten ab 1853 im Haus Haasstraße 3 und ab 1869 im Haus Haagenstraße 2 zwei weitere Produktionsstandorte ein. Im Gegenzug löste Armand von Grand Ry im Jahr 1899 die Tuchfabrik „Ackens, Grand Ry und Cie.“ am Marktplatz 8 auf und vererbte das Bürgerhaus seiner Tochter Virginia (1848–1916), die 1877 den Apotheker Johann Joseph Hubert Wildt (1848–1910) aus Blankenheim geheiratet hatte. 
Im Jahr 1950 gelangte das gesamte Anwesen an die Verwaltung der deutschsprachigen Tageszeitung „Grenz-Echo“, die dieses seitdem für ihre Geschäftsstelle, die Redaktion sowie den Verlag nutzt.

## Baucharakteristik
Das dem Marktplatz zugewandte ehemalige Bürgerhaus besteht aus einem mittleren dreiachsigen und zweieinhalbgeschossigen Hauptgebäude mit hohem zweigeschossig ausgebautem Satteldach. Diesem Mitteltrakt sind seitlich niedrigere zweiachsige und zweigeschossige Nebengebäude mit ausgebauten zweifachgewinkelten Mansardgiebeldächern angegliedert. Die gesamte Dachkonstruktion wird durch weit vorragende gestufte Aufschieblinge betont. Die Dachgeschosse sind je Traufseite im unteren Bereich mit zwei und im oberen Bereich mit einer Dachgaube neueren Aussehens ausgestattet, die alle mit einem kleinen Faltdach verziert sind. Insgesamt vier rechteckige Schornsteine in Ziegelsteinbauweise mit Eckquadern in Zahnschnittfolge ragen aus dem Schieferdach heraus.
Die Anbauten sind zwar im gleichen Stil wie der Mitteltrakt gehalten, aber möglicherweise nachträglich errichtet, wie es unter anderem das Aussehen der geräumigen Hofzufahrt erahnen lässt. Diese drei Gebäudeabschnitte sind jeweils durch Eckquader in Zahnschnittfolge markiert. Während der linke Anbau mit der Tordurchfahrt zum Innenhof ebenerdig hochgezogen ist, ruhen der Mittelbau und sein rechter Anbau auf einem halbhohen Sockel, der die Neigung des Platzes ausgleicht. Sowohl dieser Sockel und die Eckquader als auch die gesamte Fassade im Untergeschoss des Haupt- und rechten Nebengebäudes bis zur Höhe der dortigen Fensterstürze sind aus Blausteinelementen gefertigt. Der Eingangsbereich und sämtliche Fassadenfenster sind mit Blausteingewänden ausgestattet, deren Stürze abgerundet sind und dreifach gegliederte Keilsteine vorweisen. 
Prunkstück ist der Eingangsbereich, der über eine dreistufige abgerundete Blausteintreppe erreicht wird und durch eine kräftige Holztür mit Rocailledekor betreten wird. Das darüber liegende Oberlicht ist mit einem schmiedeeisernen Ornament versehen, über dem mittig im Türsturz eine braune Sandsteintafel mit dem Emblem des Merkur angebracht ist.

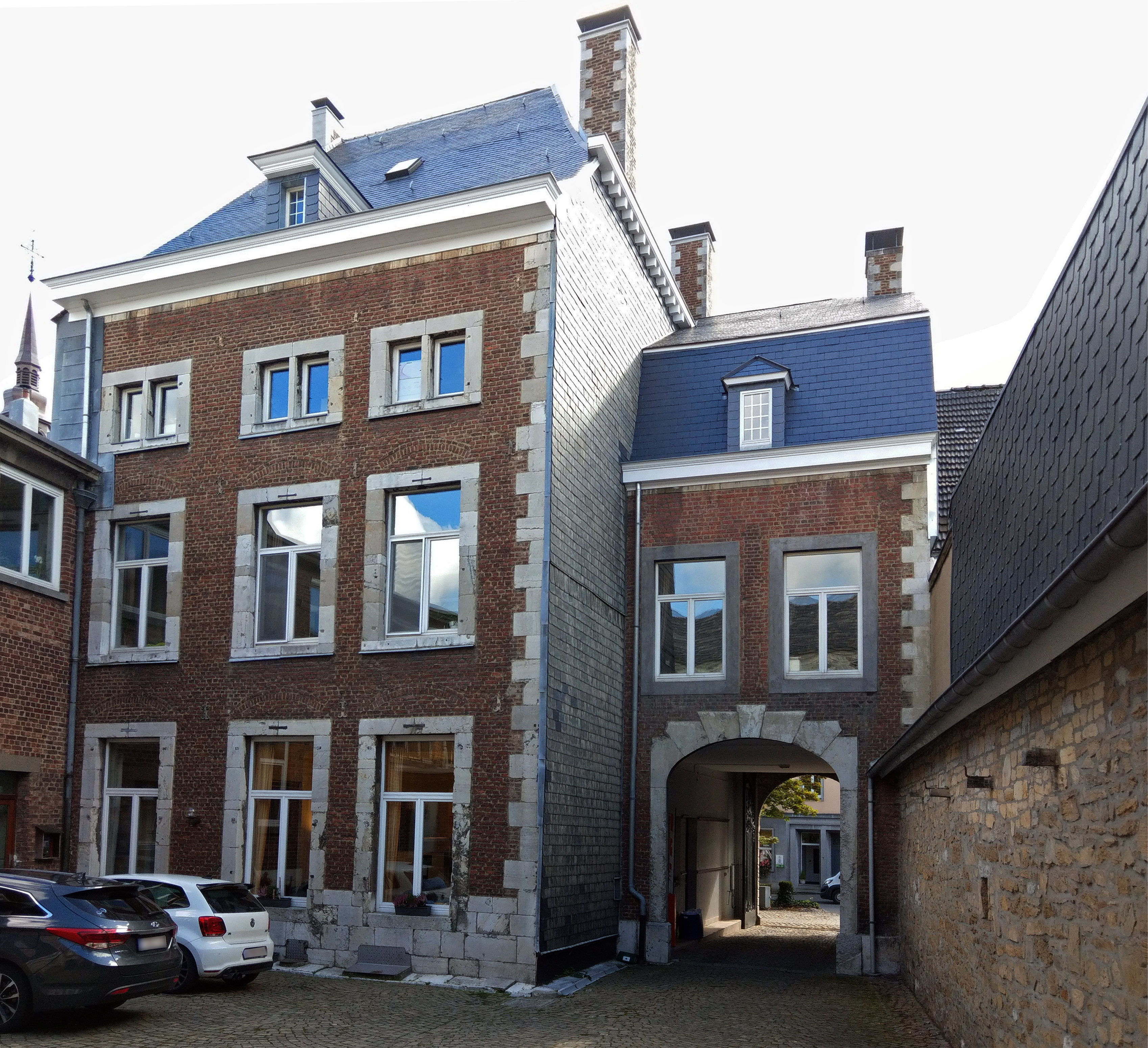
Rückansicht Haus Marktplatz
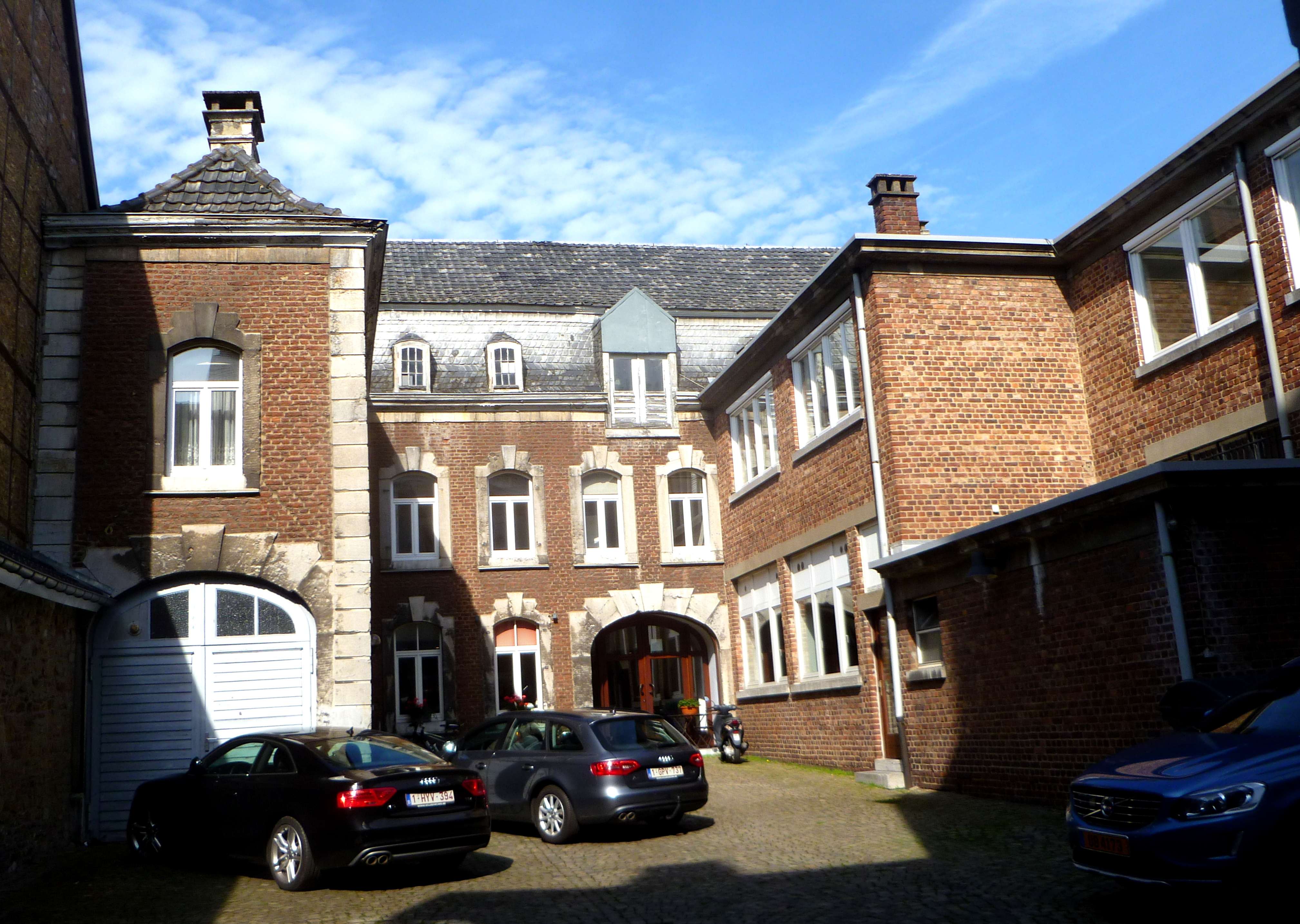
Innenhof mit Achtergebäude

Die Rückfront des Mitteltraktes und des linken Anbaus mit der Durchfahrt sind im ähnlichen Stil, jedoch einfacher gehalten. So weisen beispielsweise die Fenstergesimse keine geschwungenen, sondern gerade Stürze auf, die Fassade der unteren Etage ist durchgehend in Ziegelbauweise gehalten, die Dächer sind jeweils nur mit einer einfachen Dachgaube versehen. 
Am Kopfende des Hofes befindet sich ein weiteres zweigeschossiges querrechteckiges und siebenachsiges Gebäude mit gestuftem Mansarddach, das in Stil und Formen dem Hauptgebäude entspricht. An dessen linker Achse ist hofseitig ein kleiner schmaler Ziegelsteinanbau mit Blaustein-Eckquadern in gerader Schnittfolge vorgesetzt, der mit einem Tor für die Materiallieferung ausgestattet ist. Von diesem Gebäude aus zieht eine hohe Mauer zum vorderen Anbau mit der Tordurchfahrt, womit der Hof westseitig geschlossen wird. Die Ostseite des Hofes wird von einem neueren zweigeschossigen Flügel mit Flachdach begrenzt, der vom rückseitigen rechten Anbau des Haupttraktes zu den beiden rechten Achsen des hinteren Quergebäudes verläuft. Dadurch sind nur die zweite bis fünfte Achse dieses Kopfgebäudes sichtbar, wobei die vierte und fünfte Achse im Parterre eine ehemalige rückwärtige Tordurchfahrt markiert, die heutzutage mit einer modernen gläsernen doppelflügeligen Haustür ausgestattet ist. In der Achse über diesem Torbogen ragt in der Steilfläche des Mansarddaches eine große überstehende Ladeluke mit Ziegeln und Schiefer heraus.
Im Inneren des Haupthauses befinden sich noch einige wenige Elemente aus der Entstehungszeit des Gebäudes. So ist neben besagter Rokoko-Eingangstür noch ein großer hölzerner geschwungener Kaminaufsatz mit zahlreichen Intarsien, Spiegel und Bild mit ländlichem Motiv in der Mittelachse aus dem 18. Jahrhundert erhalten geblieben wie auch ein weiterer Kamin mit Metallgehäuse, über dem eine mit Landschaftsidylle verzierter Wandteppich innerhalb eines Stuckrahmens angebracht ist.

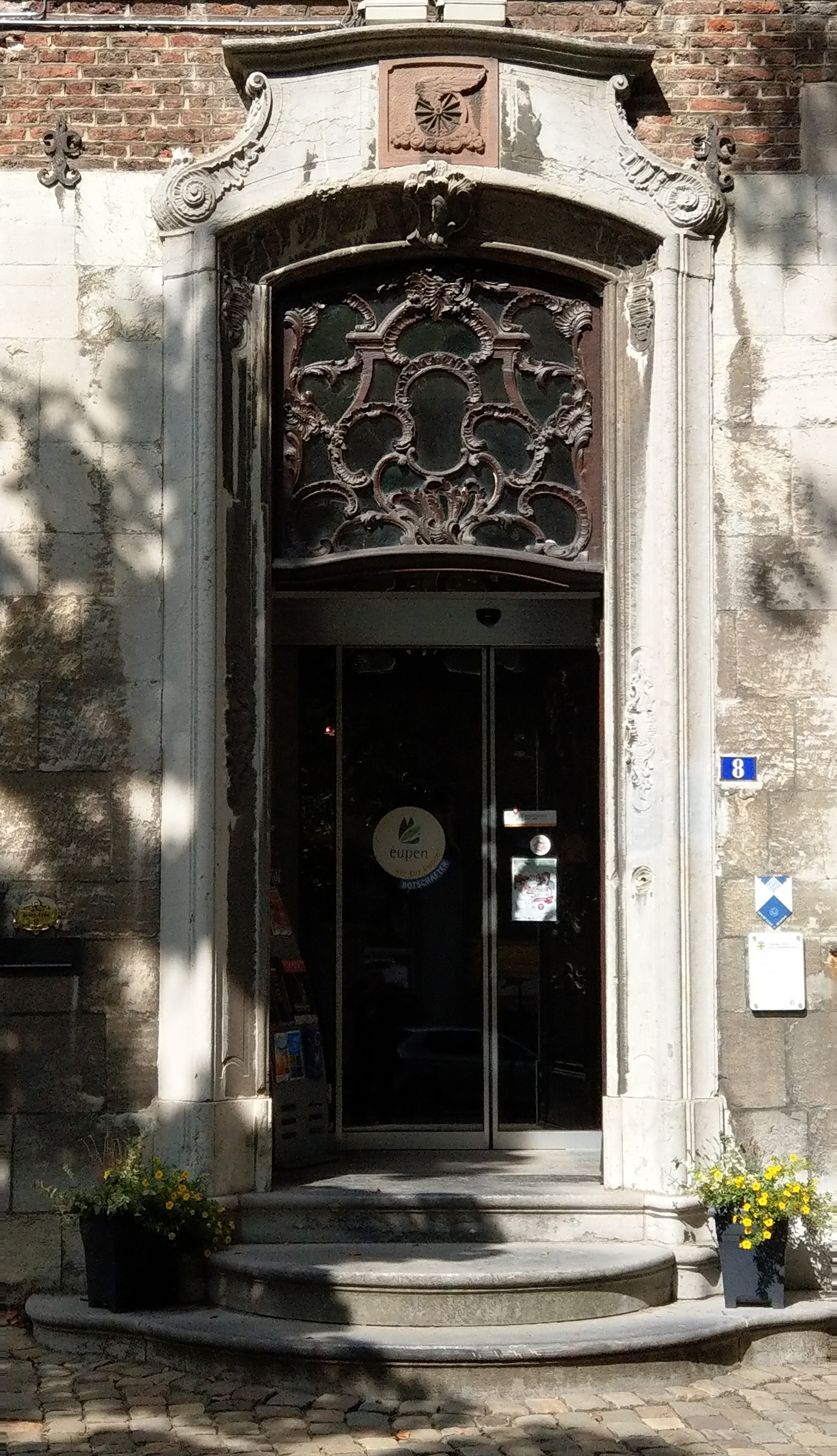
Rocailletür
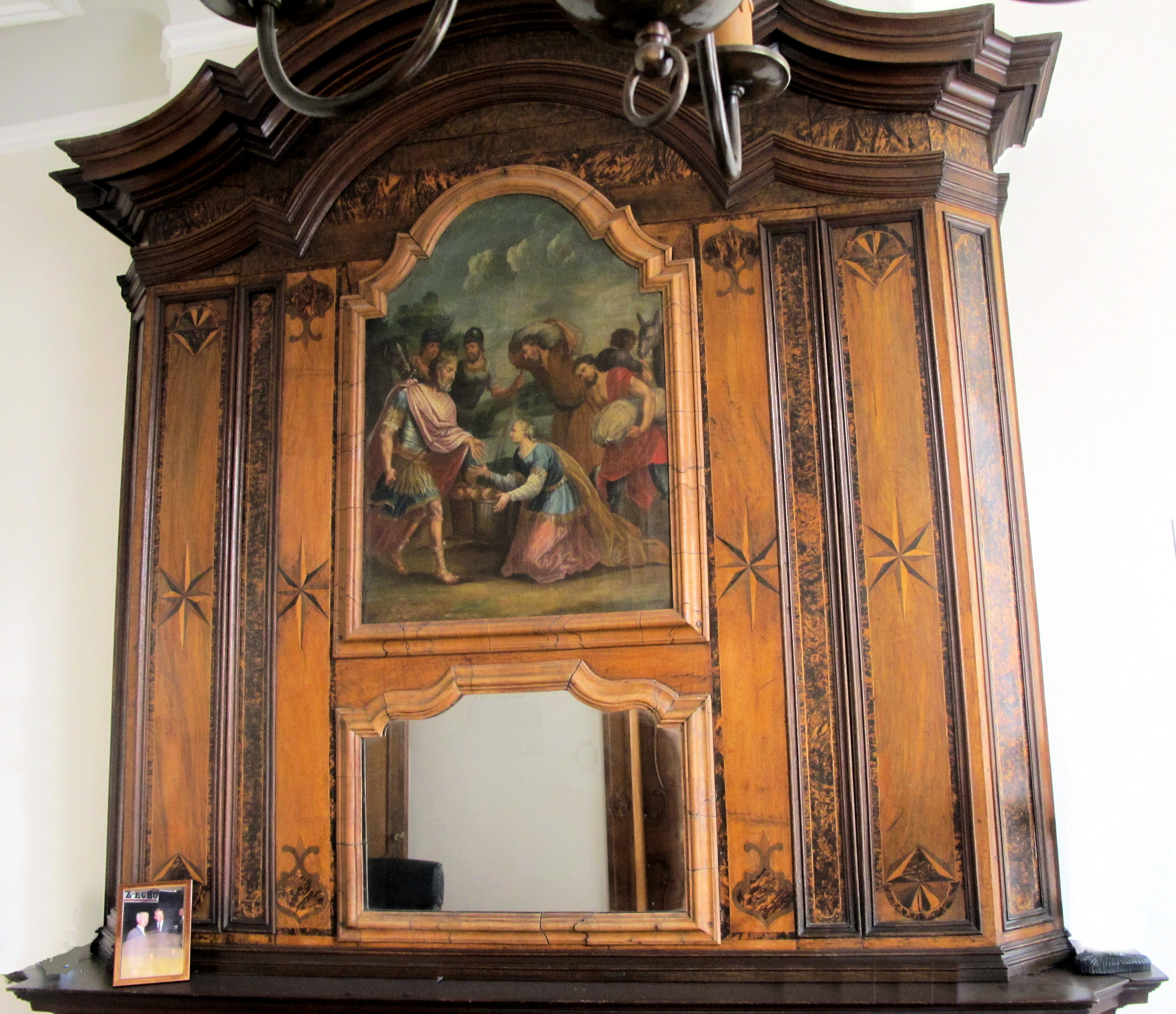
Rokoko-Kaminaufsatz
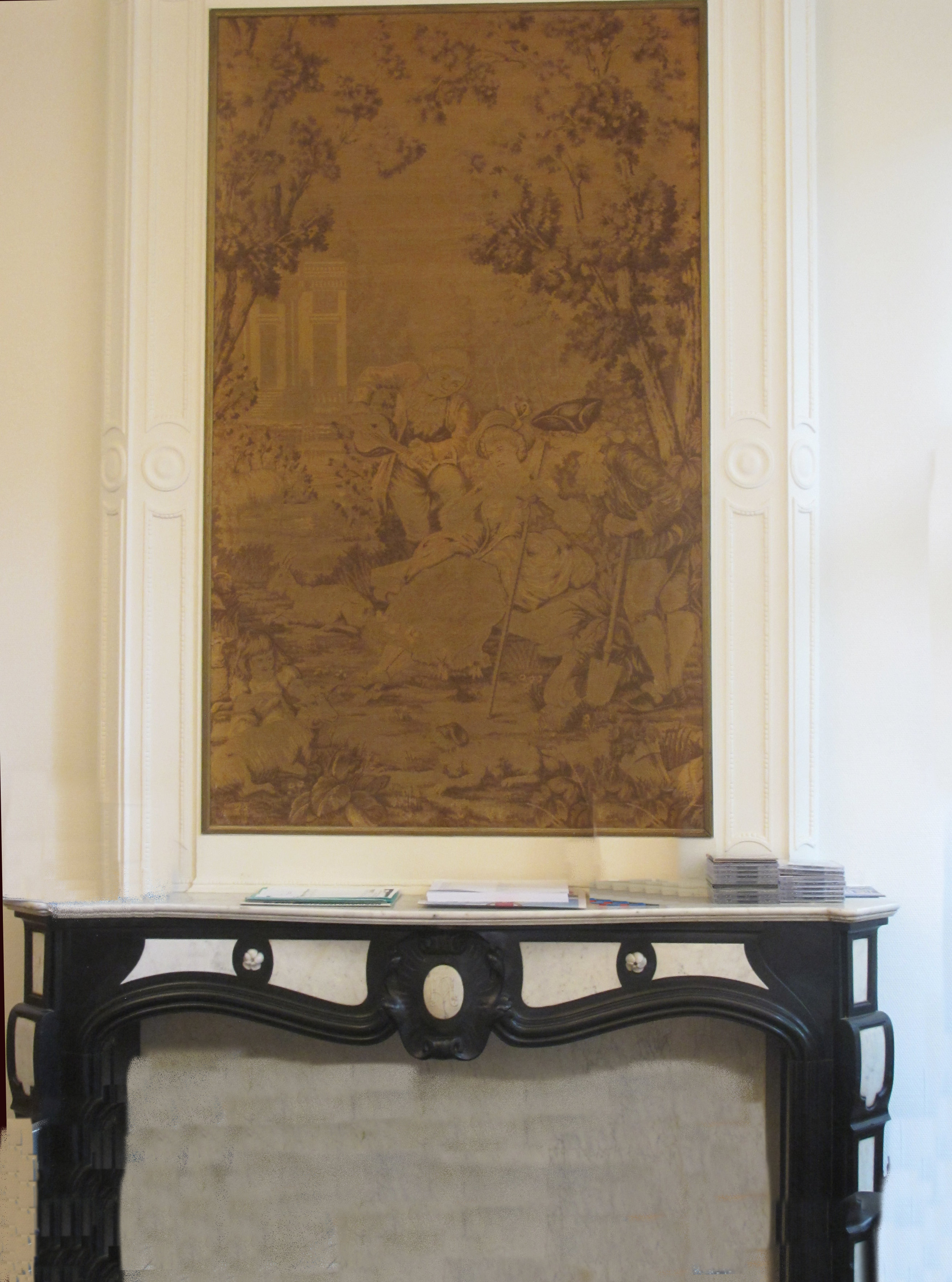
Kamin mit Wandteppich